# Alexander Hamilton
Alexander Hamilton (Charlestown, 11 gennaio 1757 – New York, 12 luglio 1804) è stato un politico, generale ed economista statunitense.
Ritenuto uno dei Padri fondatori degli Stati Uniti, fu il primo Segretario al Tesoro della nuova nazione americana. Ritratto sul biglietto da dieci dollari, è uno dei due personaggi, assieme a Benjamin Franklin, ad avere il privilegio di apparire su una banconota comune, pur non essendo stato Presidente degli Stati Uniti.

## Biografia
Nacque a Charlestown, capoluogo dell'isola di Nevis nei Caraibi, allora parte delle Indie occidentali britanniche. Suo padre era James A. Hamilton, di un'importante famiglia scozzese, e sua madre era Rachel Faucett Lavien, in parte di discendenza franco-ugonotta. La madre, già sposata e separata, non poteva risposarsi con James Hamilton. Non si conosce esattamente l'anno di nascita; Alexander sostenne da adulto di essere nato nel 1755, ma molti storici optano per il 1757 a causa di varie prove risalenti al periodo della sua vita in cui si trovava nei Caraibi. Il giovane Hamilton è descritto come magro, con le spalle sottili e dall'aspetto spiccatamente scozzese, con capelli bruno-rossastri e brillanti occhi di un colore tra il viola e l'azzurro.
A causa della sua nascita fuori da un matrimonio, egli non poté studiare negli istituti religiosi di Charlestown, ma fu istruito a casa. L'ascendenza francese di sua madre potrebbe anche aver contribuito all'istruzione di Hamilton, dato che egli parlava il francese. Nel 1772 Hamilton fu mandato in Nord America per studiare all'università. Si iscrisse al King's college di New York.

### Volontario di guerra
Durante gli studi appoggiò la causa della rivoluzione americana e, come altri studenti, si arruolò volontario nel 1775 nella Milizia di New York e presto promosso capitano. Hamilton alla fine, nel 1777, ricevette un invito che sentiva di non poter rifiutare: servire come aiutante del generale George Washington, con il grado di tenente colonnello. Di Washington divenne amico e confidente. 
Intanto nel 1780 aveva sposato Elizabeth Schuyler, figlia del generale Philip Schuyler, dalla quale ebbe otto figli:
- Philip (1782–1801), morto in duello, proprio come avrebbe fatto suo padre tre anni più tardi.
- Angelica (1784–1857)
- Alexander Jr. (1786–1875)
- James Alexander (1788–1878)
- John Church (1792–1882)
- William Stephen (1797–1850)
- Eliza (1799–1859)
- Philip, detto anche Little Phil (1802–1884), chiamato come suo fratello maggiore morto un anno prima della sua nascita.

Comandò tre battaglioni all'assedio di Yorktown nel 1781.
Hamilton servì quattro anni come aiutante capo nello staff di Washington fino al 1782.

### Gli inizi della carriera
Uno dei primi lavori di Hamilton dopo il conseguimento della laurea in giurisprudenza nel 1782 fu quello di consigliere di Robert Morris, capo della "Banca del Nord America". Questa esperienza lo segnò in modo profondo. In seguito fu segretario del presidente Washington e dal 1783 rappresentante dello Stato di New York al Congresso degli Stati Uniti.

#### The Federalist
Divenuto esponente di rilievo dei federalisti, sotto lo pseudonimo di Publius pubblicò assieme a John Jay e James Madison una serie di articoli in difesa del progetto della costituzionale di Filadelfia. Questi articoli apparvero dapprima sui giornali di New York e poi, a partire dal 1788, vennero raccolti sotto il titolo The Federalist. Partecipò in modo significativo alla formulazione della Costituzione degli Stati Uniti nel 1787 e si adoperò successivamente affinché venisse approvata dai singoli Stati.

### La vita politica
Nel 1790 Alexander Hamilton propose al Congresso un progetto di legge che prevedesse la fondazione di una nuova banca centrale.
A causa di questo suo comportamento molti sostennero che Hamilton fosse uno strumento dei banchieri internazionali ed ancora oggi qualcuno lo ritiene una spia del Regno Unito. In realtà egli volle creare la "Banca degli Stati Uniti" e convinse Washington a firmare il progetto di legge, nonostante le riserve dello stesso Washington e l'opposizione di Thomas Jefferson (allora Segretario di Stato) e Madison.
Nel 1791, dopo un anno di intenso dibattito, il Congresso approvò il progetto di legge di Hamilton e gli conferì uno statuto ventennale. La nuova banca si sarebbe chiamata First Bank of the United States o BUS.
Divenuto il primo Ministro del Tesoro nel 1789, si batté con l'appoggio del presidente Washington per il rafforzamento del potere federale, per l'istituzione di una banca nazionale e per la creazione di un unico sistema monetario. La Banca Nazionale avrebbe affiancato un sistema di banche private alle quali era riconosciuta la facoltà di espandere il credito con un ammontare di prestiti al di sopra della scorta d'oro ed argento contenuta nei depositi. A ciò va riconosciuta l'utilità sociale di essere un mezzo per la crescita economica, negando però che la massa monetaria circolante rappresentasse la ricchezza della nazione.
Hamilton credeva inoltre che lo Stato necessitasse di una banca pubblica, anch'essa con potere di erogare credito, affinché la politica fosse autonoma nelle sue decisioni sui finanziamenti dei piani di crescita dell'economia. Secondo Hamilton, una banca privata finanziatrice di opere pubbliche avrebbe sottoposto la pubblica utilità ai propri interessi in contrasto con quelli del pubblico. Durante il suo mandato di ministro del Tesoro riordinò le finanze pubbliche, regolò i debiti di guerra, ristabilì il credito internazionale degli Stati Uniti e ne sostenne gli interessi commerciali in espansione.
Dal punto di vista sociale, il programma dei federalisti mirava a contenere e invertire le tendenze egualitarie ereditate dal movimento rivoluzionario.
La battaglia politica era accesa, con i repubblicani che respingevano il sistema di governo di cui Hamilton era uno dei capi, perché secondo loro minacciava di ricreare i rapporti clientelari ed i privilegi contro cui erano insorte le ex colonie, con una conseguente difesa dei monopoli, un aumento delle tasse, un rafforzamento dell'esercito, una crescita del debito pubblico strettamente connessa a questa scelta e, ancor peggio, avrebbe incoraggiato un governo oligarchico, il quale avrebbe preservato gli interessi di pochi a scapito dell'intera comunità.
D'altra parte gli stessi federalisti non si ritrovarono però compatti e determinati nella difesa delle scelte di Hamilton, il quale alla fine si dimise nel 1795, occupandosi da allora in poi esclusivamente degli affari interni dello stato di New York.
Nonostante a partire dal 1795 si fosse ritirato dalla scena politica, la sua influenza ed il suo successo gli avevano procurato molti nemici, assieme al fatto che i federalisti si erano schierati dalla parte della Gran Bretagna, mentre i repubblicani di Jefferson avevano favorito la politica francese che sembrava ispirarsi alle idee statunitensi. 

### Il ritorno nell'esercito
Nel 1798, durante la quasi-guerra con la Francia, il presidente John Adams nominò il suo predecessore George Washington comandante in capo del neo costituito esercito federale, che come vice scelse proprio Hamilton. Nel dicembre 1799 Washington morì, e lui lo sostituì fino al giugno 1800.

### La morte in duello
Tra i suoi più accaniti avversari c'era certamente Aaron Burr, il vicepresidente in carica, il quale era stato sconfitto nella corsa presidenziale da Jefferson anche grazie all'appoggio dato a quest'ultimo da Hamilton. In seguito ad alcune forti espressioni usate dallo stesso Hamilton nei confronti di Burr, questi lo sfidò in un duello con arma da fuoco. L'11 luglio del 1804 Hamilton si presentò a Weehawken, nel New Jersey, sulla riva dell'Hudson di fronte a New York, luogo convenuto per l'incontro. Burr lo colpì, ferendolo gravemente, e Hamilton morì il giorno seguente.

## Nella cultura di massa

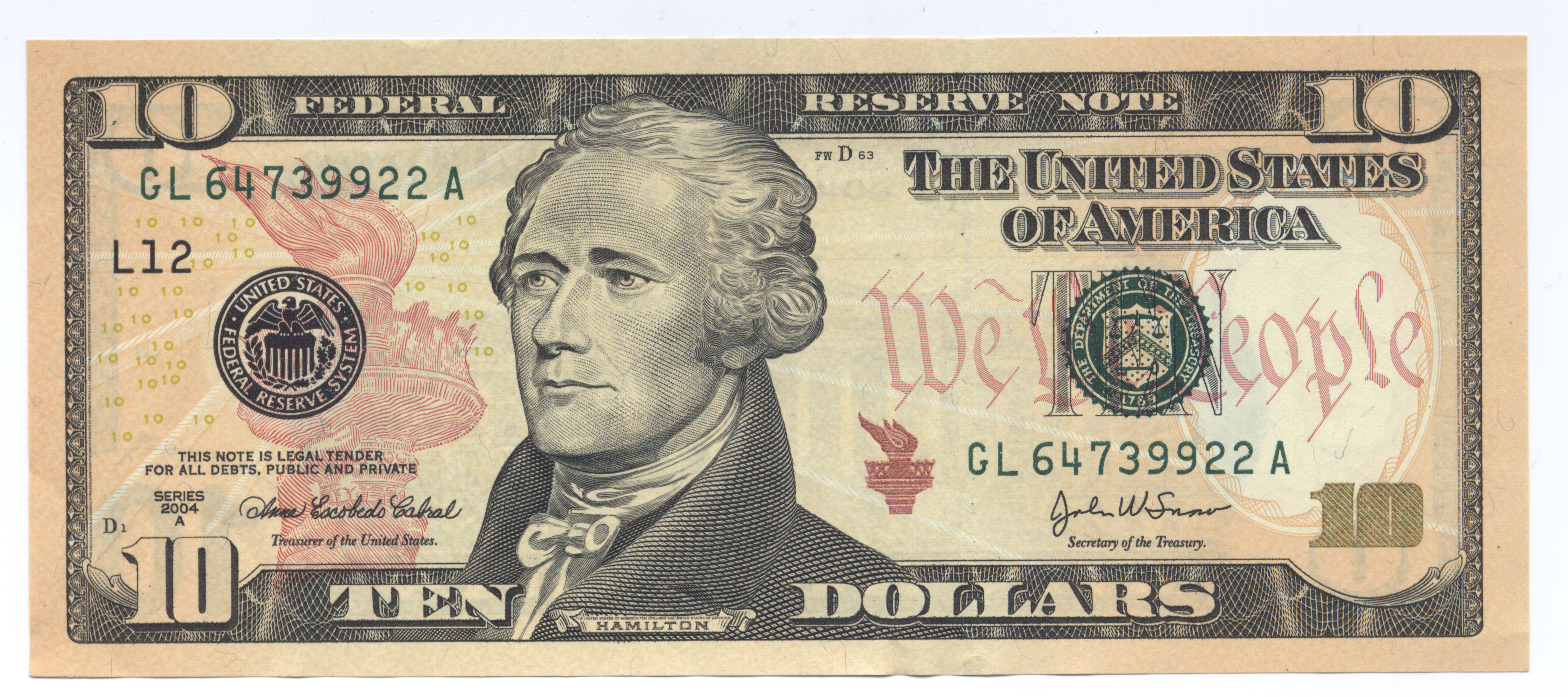
Banconota da $10 con l'effigie di Alexander Hamilton

Sulla biografia di Alexander Hamilton scritta da Ron Chernow è basato il musical Hamilton di Lin-Manuel Miranda. Il musical nel 2016 ha ricevuto il Premio Pulitzer per la drammaturgia e il numero record di sedici nomination ai Tony Award, vincendo in undici categorie tra cui quella di miglior musical. Il musical ha riscosso notevole successo mediatico, anche tra il pubblico giovanile, dal momento che propone la fusione di un argomento storico con la musica hip hop, e fu accolto calorosamente dalla critica e dalle celebrità tanto che il presidente degli Stati Uniti Barack Obama ne richiese una rappresentazione alla Casa Bianca. La fama che ne conseguì, contribuì a mantenere l'immagine di Alexander Hamilton sulla banconota da 10 dollari, data la proposta del segretario del Tesoro Jack Lew nel 2015 di modificarla.

## Opere
- (EN) A Full Vindication of the Measures of Congress, 1774.
- (EN) The Farmer Refuted, 1775.